# Jamska mokrica
Jamska mokrica ali jamski prašiček (znanstveno ime Titanethes albus) je ena od vrst živali, ki prebivajo v kraških jamah. To je kopenski enakonožni rakec dolžine približno 1,5 cm. V preteklosti so razni preučevalci jamskega življenja (predvsem Ferdinand Jožef Schmidt) opazili in opisali več vrst mokric, a današnji slovenski raziskovalci menijo, da sta vsega le dve vrsti, vsaj v Sloveniji.
Jamska mokrica ima podolgovato telo, ki je zaščiteno z apnenčastim oklepom. Kot druge jamske živali, je brez oči in nima pigmenta, je torej prosojna. Oklep je gosto posejan z bodicami in je bel zaradi apnenca, ki ga vsebuje. Kolikor znano, živi v skupinah na ilovnatih tleh ob vodi. Nekateri raziskovalci menijo, da je mokrica celo vodna žival in da prihaja na ilovico samo po organske ostanke, s katerimi se hrani.
Razmnožuje se z jajčeci, ki jih samica nosi na trebušni strani. Ko se iz jajčec razvijejo ličinke, jih samica še nekaj časa nosi na sebi; ko jih pa izpusti, se zanje več ne zanima, kar pomeni, da so odrasli.